# Cantone di Chemillé
Il Cantone di Chemillé era una divisione amministrativa dell'arrondissement di Cholet.
È stato soppresso a seguito della riforma complessiva dei cantoni del 2014, che è entrata in vigore con le elezioni dipartimentali del 2015.
Comprendeva i comuni di:
- La Chapelle-Rousselin
- Chemillé-Melay
- Cossé-d'Anjou
- La Jumellière
- Neuvy-en-Mauges
- Sainte-Christine
- Saint-Georges-des-Gardes
- Saint-Lézin
- La Tourlandry